# РМС Трансилванија (1925)
РМС Трансилванија (RMS Transylvania) је био британски прекоокеански брод саграђен 1925. године у Глазгову. Своје "девичанско" путовање одржао је 2. септембра 1925. године од Глазгова до Њујорка, које је трајало 10 дана. На своје последње путовање отпутовао је као ХМС Трансилванија. У 23:47 Трансилванија је била торпедована и потонула је за 58 минута одневши 36 живота. У 23:56 вода је продрала у парне котлове и све их потопила за 14 минута, путници су вриштали на све стране и трчали до чамаца за спасавање гурајући се у њих, међутим чамци су се превртали и ломили путницима кости и лобање. Друга половина путника је поскакала у воду вриштећи. Путници прве класе трчали су уз главне степенице па су у 00:03 неки путници прве класе пошли лифтом који је био између главних степеница. Међутим брод је остао без струје, тако да су се заглавили у лифту док су покушавали да отворе врата, вода их је све више гутала и на крају нису успели и сви су се подавили. У 00:44 брод је почео да пуца али је у 00:45 потонуо тако да су на олупини остали само трагови пуцања.